# Estación de autobuses de Soria
La estación de autobuses de Soria es una estación de autobuses situada en el número 40 de la avenida de Valladolid, en la confluencia de dicha calle con la de Eduardo Saavedra y la avenida de la Constitución. Se inauguró en 1986, concentrando todos los servicios de autobús de la ciudad y por ella pasan todas las líneas de autobuses nacionales con parada en la población, incluyendo conexión directa con el aeropuerto de Madrid.